# 12644 Robertwielinga
12644 Robertwielinga è un asteroide della fascia principale. Scoperto nel 1973, presenta un'orbita caratterizzata da un semiasse maggiore pari a 2,3812923 au e da un'eccentricità di 0,2304802, inclinata di 3,74378° rispetto all'eclittica.
L'asteroide è dedicato all'astronomo amatoriale olandese Robert Wielinga.